# Schronisko Bilíka
Schronisko pod Siodełkiem (słow. Bilíkova chata, Bilíčka; dawniej Guhrova chata) – schronisko na Smokowieckiej Kazalnicy w słowackiej części Tatr Wysokich, położone na wysokości 1255 m n.p.m., 5 minut poniżej górnej stacji kolejki terenowej na Smokowieckie Siodełko (słow. Hrebienok).

## Historia
W miejscu dzisiejszej Bilíkovej chaty od roku 1875 stała Ruženina chata (po polsku Chata Róży lub potocznie Różanka, węg. Róza-menedékház, niem. Rosenhütte), postawiona tam przez MKE. Było to pierwsze schronisko MKE w Tatrach. Nazwa pochodziła od węgierskiej śpiewaczki Rózy Graefl-Győrffy, która przyczyniła się do gromadzenia funduszy na budowę schroniska. W roku 1894 dobudowano hotel górski – Hotel Kolbach, a Różankę zamieniono na sklepik z pamiątkami. Po tym jak spłonęła w 1893 r., na jej miejscu w roku 1895 miasto Spiska Sobota postawiło drugi hotel, Hotel Rosa (który przejął nazwę Różanki), wraz z niewielkim budynkiem kąpielowym. Wspólnie nosiły nazwę Studenopotocké kúpele (węg. Tarpatak-Fürednek, niem. Kühlbachtaler Bad), jednak i one spłonęły w roku 1927.
22 grudnia 1934 w tym samym miejscu otwarto piętrową Guhrovą chatę (Dr. Guhr Jugendheim und Turistenhaus, od nazwiska dr. Michaela Guhra, prezesa KV, który podarował grunt pod budowę), powiększoną jeszcze w roku 1936. Obiekt był wówczas w rękach Karpathenverein (KV). Po II wojnie światowej, w roku 1946 przejęte przez KSTL schronisko zostało przemianowane na Schronisko Bilíka na pamiątkę narciarza i pogranicznika Pavla Bilíka (1916–1944) – uczestnika słowackiego powstania narodowego, którego Niemcy schwytali w Starym Smokowcu i stracili 7 września 1944 na zamku w Kieżmarku.

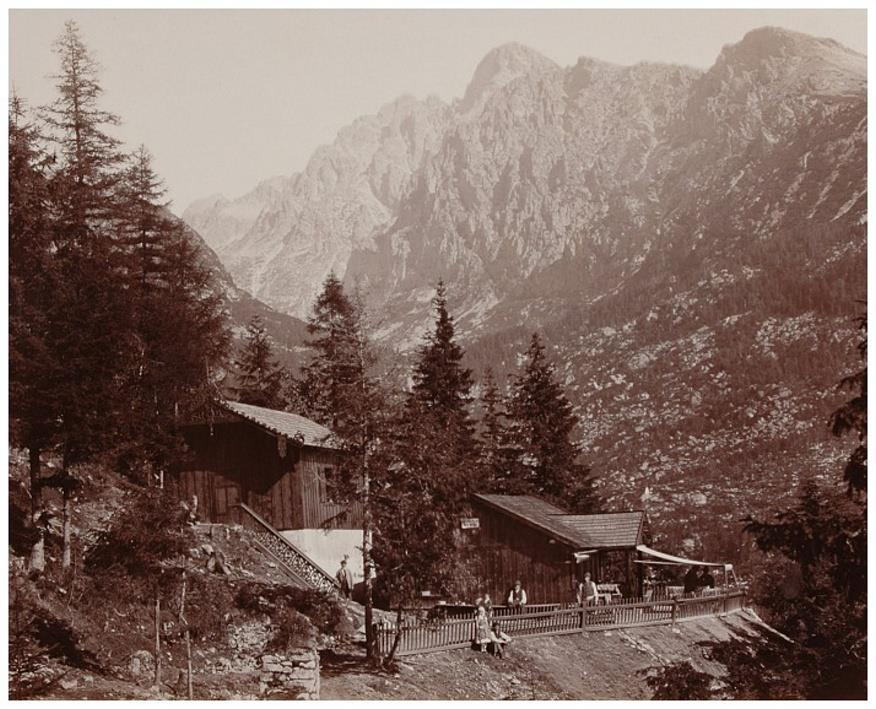
pierwsza Chata Róży (1875–1893)
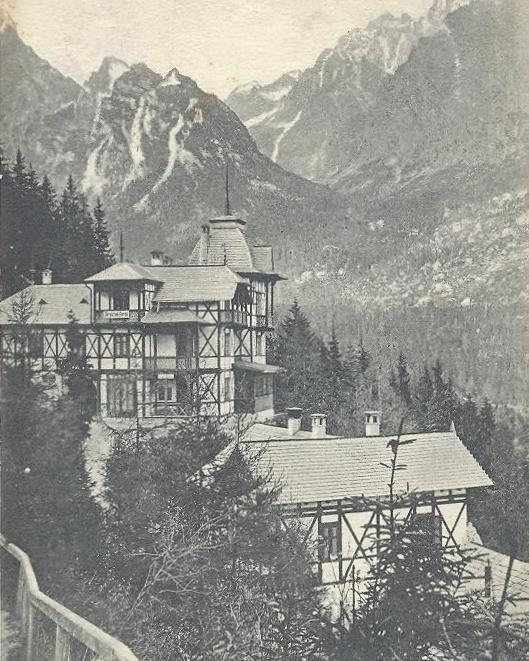
Hotel Rosa (1895–1927)
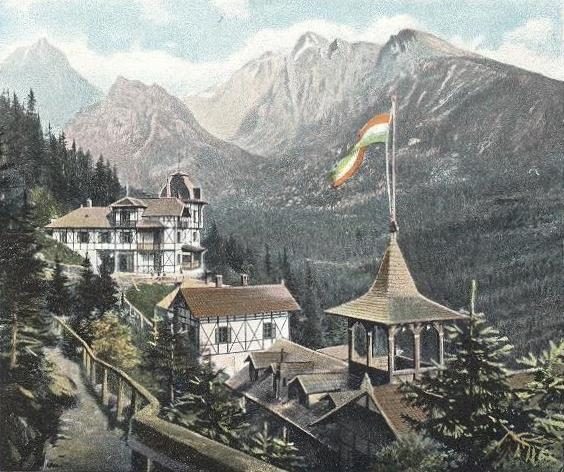
Cała osada Kolbach
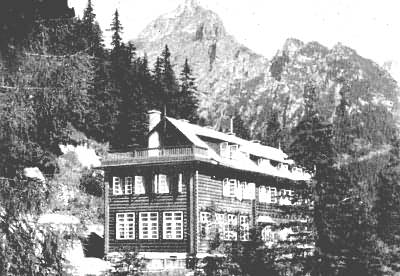
Guhrova Chata (od 1934 roku)

## Szlaki turystyczne
– zielony ze Starego Smokowca wzdłuż kolejki na Siodełko, a stamtąd obok schroniska do Wodospadów Zimnej Wody i Rainerowej Chatki.
- Czas przejścia ze Starego Smokowca do schroniska: 1:05 h, ↓ 35 min
- Czas przejścia ze schroniska do Rainerowej Chatki: 30 min w obie strony

## Kontakt
- adres: Bilíkova chata, 062 01 Starý Smokovec